# 16-й гвардейский миномётный полк
16-й гвардейский миномётный Киевский дважды Краснознамённый, орденов Богдана Хмельницкого и Александра Невского полк — воинское соединение Вооружённых Сил СССР, принимавшее участие в Великой Отечественной войне, входила в состав Гвардейских миномётных частей РККА.
Сокращённое наименование — 16 гмп, 16 гв. минп, 16 гмк2кп.
На вооружении полка стояли установки БМ-8-24 на Т-60 — постановление ГКО № 726сс от 30.09.1941, с 1942 года — установки БМ-13 «Катюша» на базе автомобилей ЗИС-6 (с 13 августа 1942 поступили машины Шевроле Г 7107/Г 7117), рации 12-РП (позже РБ и 5-АК), с начала 1944 в полку использовались автомобиль ЗИС-5 и Студебеккер.
В состав полка входили отдельные гвардейский минометные дивизионы: 216 огминдн / 1; 217 огминдн / 2 (М-13); 218 огминдн / 3 (М-8, с 1942 — М-13).
В действующей армии: 9.03.1942 — 11.05.1945;

## Боевые действия и перемещения полка

### 1942 год.
Полк ведёт свою историю от 2 февраля 1942 года.

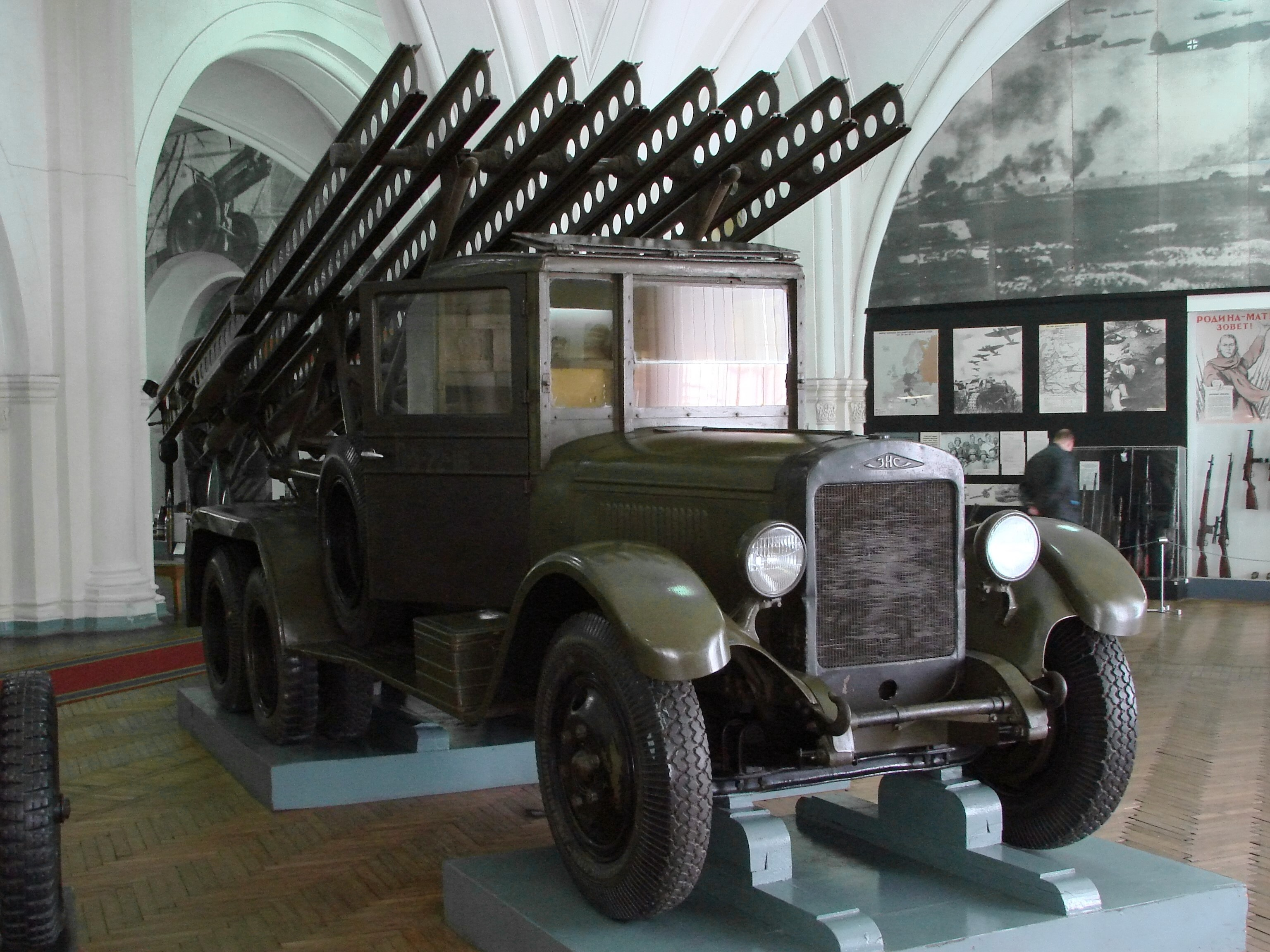
БМ-13-16 на шасси ЗИС-6 в ВИМАИВиВС

Приказом командующего миномётными частями Ставки Главного Верховного Командования Красной Армии за № 0014 от 6.02.1942.

#### Бои в Калининской области.

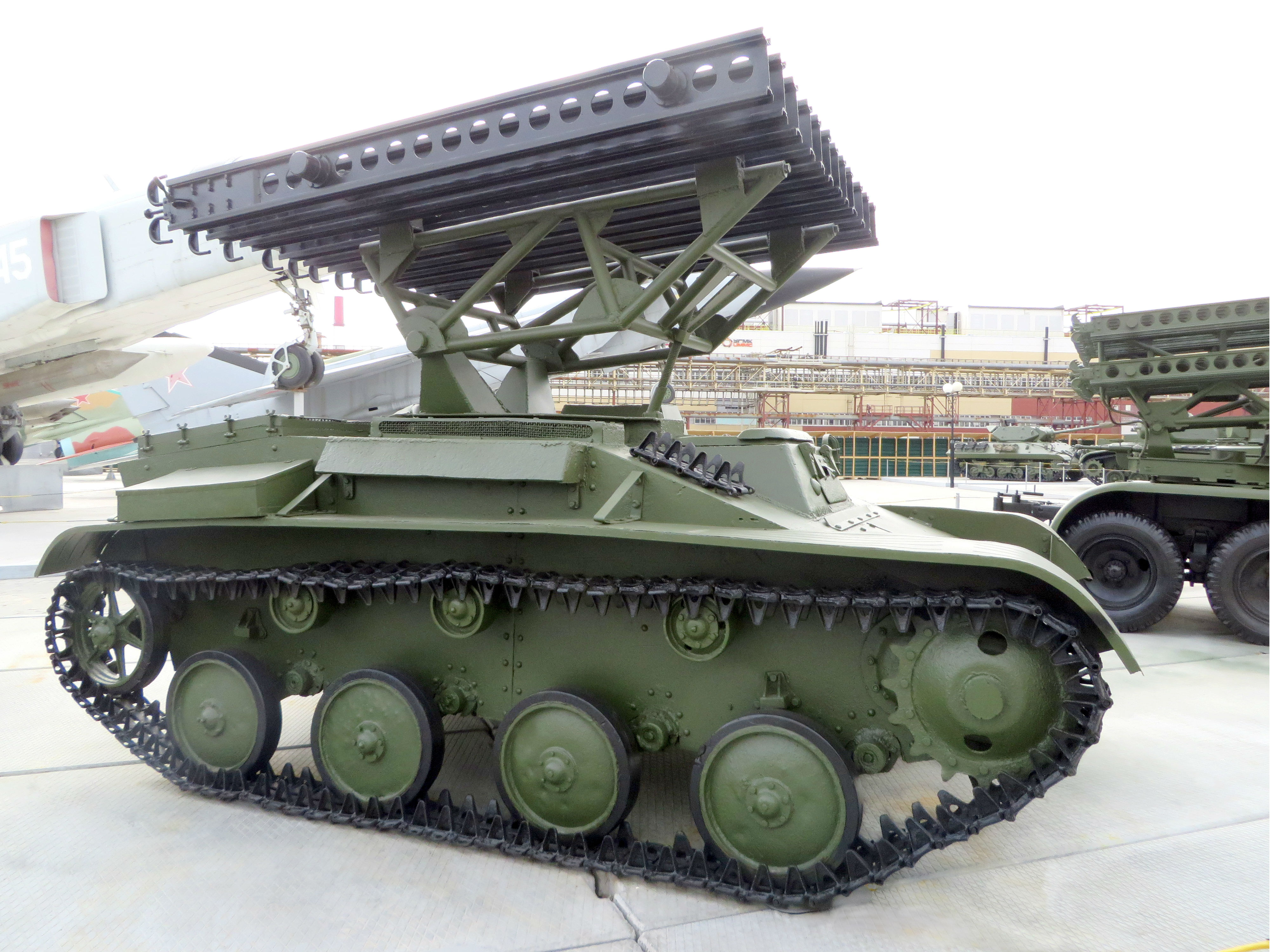
БМ-8-24 на шасси Т-60 в Музее военной техники УГМК

Формирование завершено 6 марта 1942 года, и поступил в распоряжение Командующего Калининским фронтом генерал-полковника Конева и был направлен в район Нелидово Калининской области, где полк поддерживал действия 380, 659 СП 155, 185, 186, 362 стрелковых дивизий (22 Армия) против дивизии СС «Das Reich», 102, 110 и 129 пехотных дивизий вермахта.

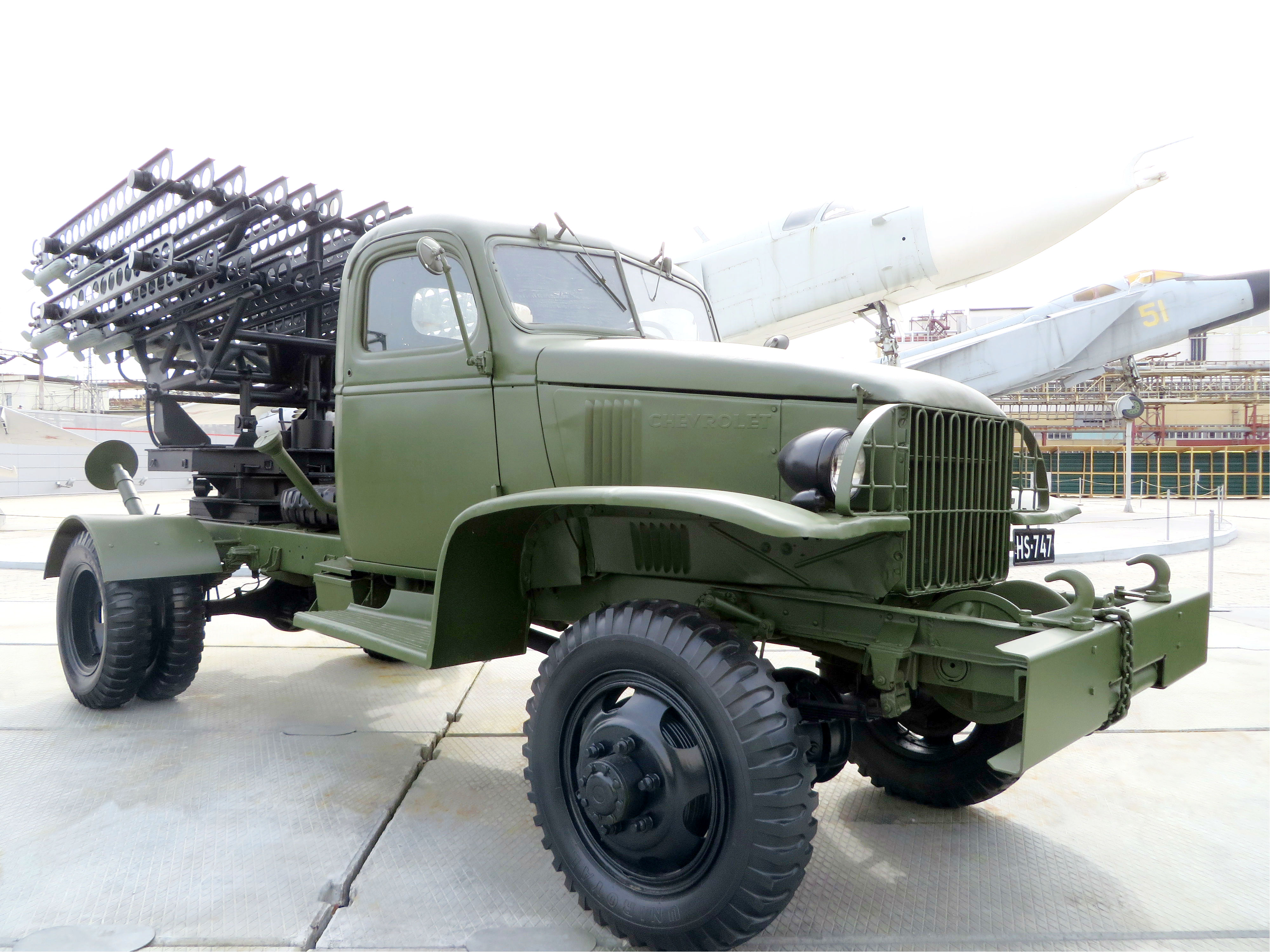
БМ-8-48 на шасси Шевроле в Музее военной техники УГМК

18 ноября 1942 года полк переподчинен 41 Армии, вел бои в Бельском районе Калининской (Тверской) области поддерживая действия 150 стрелковой дивизии.
23 декабря 1942 года полк был выведен из района и направлен в Москву в Штаб формирования Гвардейских минометных частей Красной Армии, куда прибыл 27 декабря 1942 и разместился в здании школы № 154 поселка Сокол. откуда по приказу № 020 от 29 декабря 1942 года погрузился в эшелоны, которые до 3 января 1943 года находились на окружной железной дороге Москвы, а затем выдвинулись в сторону Рязани, откуда прошли до станции Графская (Воронежская область).

### 1943 год.

#### Бои на Вороженском фронте.
10 января 1943 года полк был сосредоточен в селении Левая Россошь и подчинялся 4 Гвардейской минометной дивизии. Дивизионы полка в районах Острогожска и Лиски поддерживают действия: 216 гмд — 305 СД, 217 гмд — 107 СД, 218 гмд — 340 СД.
24 января 1943 года полк находился в районе Синие Липяги, дивизионы поддерживают: 216 гмд — 957 сп 309 СД, 217 гмд — 227 сп 183 СД, 218 гмд — 78 мсп 25 ГвСД. Части наступают в направлении Старого Оскола, которым при активной поддержке полка овладели 5 февраля.
6 февраля 1943 217 и 218 гмд совершали марш на юго-запад, 216 гмд же оставался в Старом Осколе.
10 февраля 218 гмд сосредоточился в г. Белгород, откуда 18 февраля вместе с 217 гмд выдвинулся в сторону Грайворон. 216 гмд израсходовав горючее встал в г. Белгород.
22 февраля дивизионы сосредоточились в с. Боромля, (Сумская область, Украина), где получили распределение поддерживать: 216 гмд — 100 СД (Лебедин), 217 гмд — 183 СД (Тростянец), потом заменено на 206 СД (Верхняя Сыроватка), 218 ГМД — 107 СД (Нижняя Сыроватка).
24 февраля при налете авиации погиб командир 217 гмд гвардии старший лейтенант Алешин Александр Антонович 1921 г.р. похоронен в с. Боромля. Дивизион возглавил Колмагоров Илья Николаевич, 1910 г.р., который впоследствии стал командиром 25 Гвардейского минометного Никопольского Краснознаменного полка.
1 марта 1943 217 и 218 огмд выступили в сторону Харькова (Украина), Каменная Яруга и Харьков Основа, 216 огмд вышел в район Чугуева.
5 марта расположение дивизионов: 216 — д. Ракитное, 217 и 218 — Липовая Роща.
14 марта 217 и 218 огмд отошли к Коробочкино, избегая окружения 216 огмд проселочными дорогами стал отходить к г. Чугуев, который был атакован танками и отход продолжился до Малиновки, откуда дивизион дал залп по городу.

15-16 марта 1943 217 огмд поддерживает 1 гв.мсбр, которая держит оборону Малиновки и впоследствии перешла к наступлению на Чугуев, где залпом дивизиона по району водонапорной башни в 21:00 уничтожено 6 танков и около 80 гитлеровцев, а в 22:00 в центре города около 100 единиц живой силы.

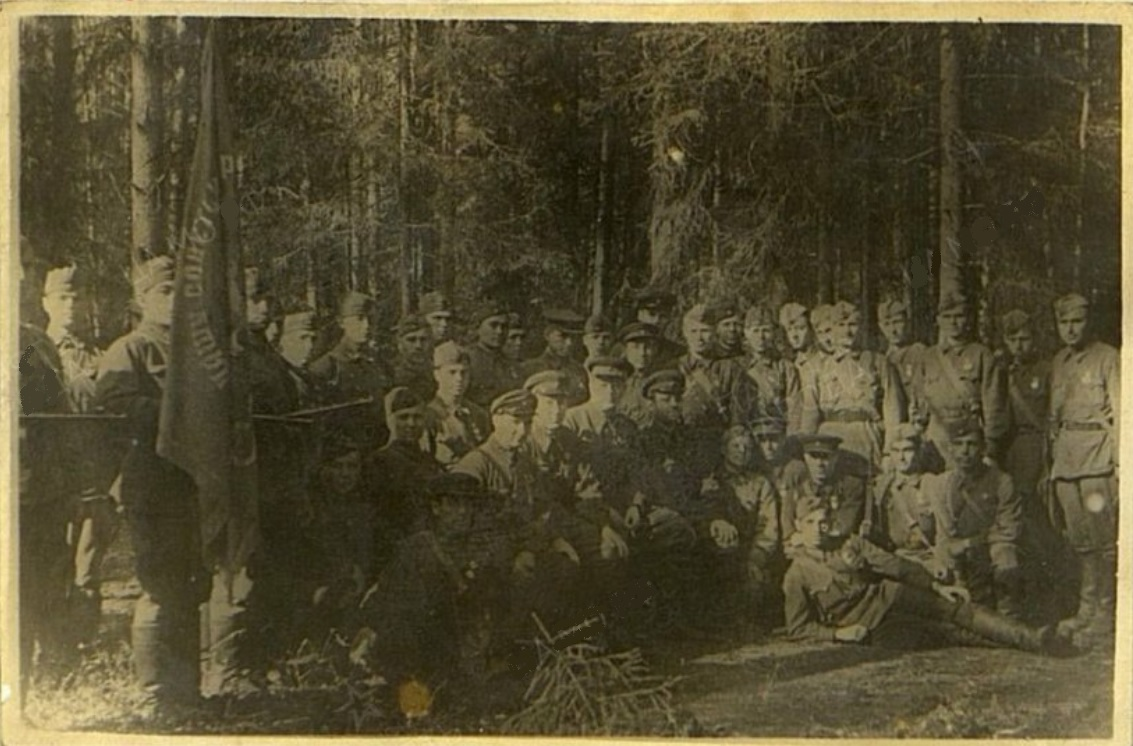
Награждение 16 Гв.минп 21 сентября 1942

17 марта полк вышел на марш в сторону Белый Колодезь, 19 и 20 марта давал залп по силам противника в Старый Салтов.
29 марта полк находился в Корочка, командиром полка назначен гвардии майор Петраковский и в полк прибыл член Военного Совета.
В мае 1943 года полк располагался в районе Шишино-Петропавловка Белгородской области откуда поддерживал действия 1245 сп 375 СД против 1-й танковой дивизии СС «Лейбштандарт СС Адольф Гитлер».
В конце июня дивизионы размещены в пригороде Белгогорода: 216 — Петропавловка, 217 — Хохлово, 218 — Игуменка. Огонь полка часто направлялся по районам Оскочное, Ячнево и Гринёвка. 30 июня в полку выступил коллектив Театра Вахтангова с постановкой «Свободное путешествие».
10 июля 1943 получен приказ передислоцироваться в район Раевка, Сабынино,
11 июля 1943 получена задача переместиться в село Малояблоново и поддерживать действия 2-го Гвардейский Тацинский танковый корпус 5 Гвардейской танковой Армии против 2-й танковой дивизии СС «Рейх», полк передвигался на новое место сосредоточения под сильной бомбежкой авиации противника.

#### Участие вСражении под Прохоровкой
12 июля 1943 в 10 км от станции Прохоровка (с. Малояблоново) полк поддерживал 2-й Гвардейский Тацинский танковый корпус 5 Гвардейской танковой Армии против 2-й танковой дивизии СС «Рейх».
Размещение: Штаб полка — 1 км западнее Малояблоново.
Противник наступает в сторону Прохоровки, подошел к Ржавец, Авдеевке,, справа гитлеровцы занимают рубежи Тетерино, Калинин, Ясная Поляна, совхоз Комсомолец. Полк давая залпы по району Калинин и Озеровский уничтожил 5 танков, 6 автомашин, рассеяно и уничтожено до 150 солдат.
13 июля 1943 противник пытается прорваться на Шахово, 2-й Гвардейский Тацинский танковый корпус перешел в контрнаступление на участке Беленихино и Калинино. Слева противник сосредоточил более 100 танков пытаясь овладеть Шахово, залпами «РС» полк рассеял узлы сопротивления.
Полк в течение суток дал 2 батарейных и 9 установочных залпа. Израсходовано М-13 — 258 штук.
14 июля 1943 противник при поддержке авиации, танков и пехоты наступает на Сторожевое, Беленихино, Жимолостное и Шахово. Полк передислоцирован в овраг в 1 км восточнее Правороть.
В течение дня давал залпы по противнику в районы Беленихино, Ясная Поляна, Виноградовка: 1 дивизионный, 5 батарейных и 7 установочных залпа, расход М-13 — 297 шт, М-20 — 81 шт. Результат: подбито до 14 танков, уничтожено и рассеяно около 340 солдат и офицеров.
15 июля 1943 противник большим количеством танков, при поддержке авиации ведет наступление на Плота и Шахово. 216 гмд получил задачу переместиться в район Васильев для поддержки 5 гв. механизированного корпуса.

В течение суток полк давал залпы по районам Новоселовка, Малояблоново, Виноградовка, дал 3 батарейных, 2 установочных залпа, расход М-13 — 101 шт, М-20 — 71 шт., результат подбито до 8 танков, уничтожено и рассеяно до 150 солдат и офицеров. К исходу дня подразделения Красной Армии отставили д. Плота.

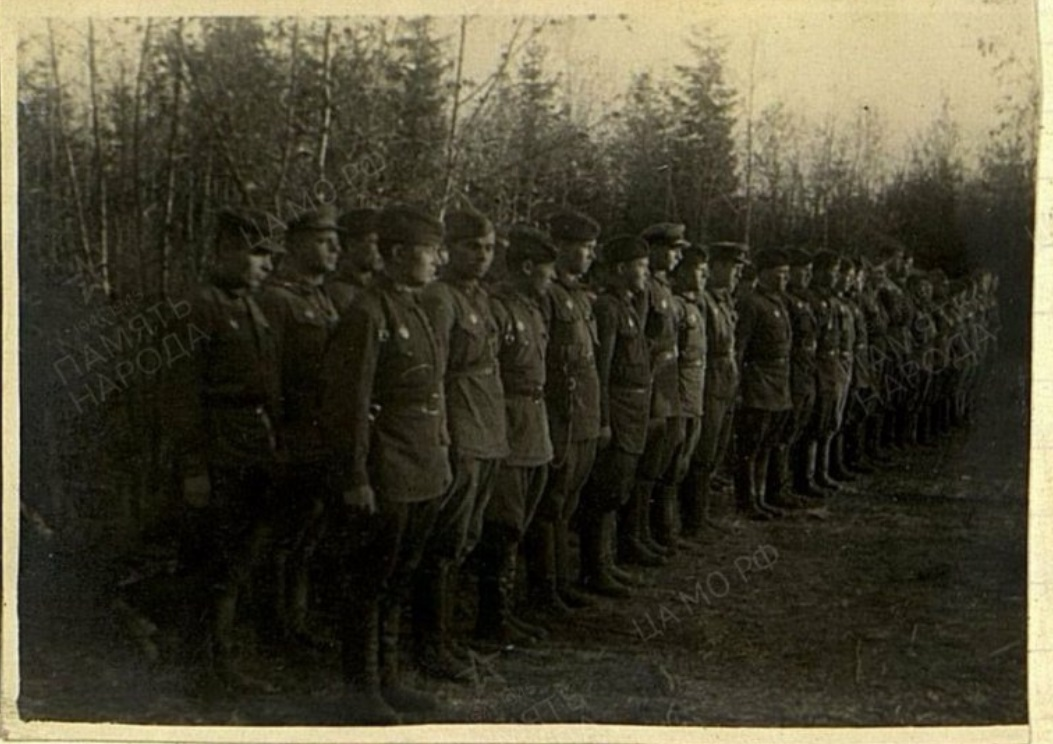
Вручение Гвардейского знака 16 Гв.минп 2 октября 1942

16 июля 1943 противник продолжает вести наступление на Правороть, при поддержке большого количества авиации, атаки отбиваются нашими частями и залпами ракетных снарядов.
В течение суток полк давал залпы по районам Плота, Виноградовка, Ивановка, дал 5 установочных залпа, расход М-13 — 55 шт, М-20 — 12 шт., результат подбит 1 танк, уничтожено и рассеяно до 50 солдат и офицеров. К исходу дня подразделения Красной Армии отставили д. Плота.
17 июня 1943 части Красной Армии удерживают рубежи и овладели Сторожевое.
В течение суток полк дал 1 батарейный и 4 установочных залпа, расход М-13 — 87 шт, М-20 — 24 шт., результат подбит 1 танк, уничтожено и рассеяно до 90 солдат и офицеров.
18 июля 1943 года подразделения Красной Армии наступают в направлении Беленихино, Ивановка, Тетеревино
В течение суток полк давал залпы по районам Новоселовка, Ивановка, Виноградовка, дал 8 батарейных и 1 установочный залп, расход М-13 — 473 шт., результат подбито 4 танка, до 8 автомашин, уничтожено и рассеяно до 500 солдат и офицеров.
Получен приказ о передислокации в район Венгеровки для поддержки 27-й Армии.

#### Боевой путь на территории Украины.
В третьей декаде июля 1943 года полк поддерживал действия 166 СД и 375 СД район Венгеровка — Бутово — Новочеркасский.
В августе 1943 года полк сопровождает наступление частей Красной Армии по маршруту Сумы — Ахтырка.

#### Бои за Киев.
Сентябрь 1943 — полк продолжает двигаться на запад в сторону Киева. 20 сентября вошел на территорию современной Киевской области и 28 сентября располагался в районе Вышгорода взаимодействуя с 167 СД.
Октябрь — 216 огмд поддерживает 232 СД, 218 огмд — 240 СД, полк также поддерживает 180 СД на правом берегу реки Днепр. 12 октября в районе Лютеж противник 5 раз при поддержке танков и авиации переходил в контратаку.
Ноябрь 1943 года — 6 ноября подразделение вошло в Киев вслед за 180 и 240 СД, расположение: Штаб полка и 217 гмд — Куренёвка, ул. 9ого января, 216 гмд — Ипподром, 218 гмд — Киево-Печерская Лавра. 7 ноября — дислокация полка Большая Бугаевка, поддерживает 51 СК в районе Шевченковки. Бои велись в Васильковском районе.
17 ноября 1943 года Приказом Верховного Главнокомандующего № 42 полку присвоено наименование «Киевский».

#### Бои за Белую Церковь
Декабрь 1943 года — полк получил задачу поддерживать подразделения 40 Армии. 24 декабря передислоцирован в Фастовский район (Ставки, Волица, Веприк), противник отступает на юго-запад (Мохначка, Кошляки, Ставище). 27 декабря полк дислоцирован: 216 ГМД — Саверцы, 217 гмд — Почуйки, 218 гмд — Ставище.
29 декабря 218 гмд получил задачу поддерживать Чехословацкую бригаду.

### 1944 год.
Январь 1944 года, полк поддерживает боевые действия 50 СК в районах Белая Церковь, Володарка. Места дислокации: Татариновка, Лавровка, Гайворон,Заводовка, Глыбочка, Пилипча., Потиевка, Червоны Яры,Любче, Сухой Яр, Лукьяновка, Болкун, Кирданы, Салиха, Синява, Юзефовка, Ракитно, Житнегоры. За освобождение города Белая Церковь, 4 января 1944 года полк представлен к награждению орденом Красного Знамени.

#### Бои за Умань
6 января полк передислоцировался в район Тараща и поступил в распоряжение 51 СК, наступавший по маршруту: Городище, Беседка, Гайсиха, Антоновка,Дубовка, Березянка, Новоселовка, Лукьяновка, Кисловка, Степок, Сечь, Ольшаница.
8 января полк продолжал поддержку 51 СК по рубежам Сабадаш, Русловка, Ботычивка, Антоновка, Кошеватое, Буда, Саварка, Ольшаница. Противник отступал и боевые действия происходили в Ивановке, Маньковка, Иваньки, Ризино, Бужанка. К исходу дня дислокация полка — Затонское, Лесовичи, Болкун,
9 января полк давал залпы по районам Лукьяновка и Кисловка. По приказу Командующего Войсками 40 Армии выступил на маршрут: Затонское, Гайсиха, Разумница, Тетеревка, Охматов и поступил в подчинение 232 СД, имеющей задачу вместе с 87 ТП, 4. Гв. ИПТАП, 4 МООБ овладеть Умань. Также рядом ведут боевые действия 74 СД и 163 СД.
13 января части закрепились на рубежах Добра, Дзенгеловка,Маньковка,Желудьково,Паланочка.
17 января полк получил задачу поддержать наступление 42 Гв. СД наступающей в районе Зелёный Рог, Вороное.
22 января полк дислоцирован 216 гмд — Марийка, 217 гмд -Ольшанка, 218, Сорокатяги.
27 января полк поддерживал 216 гмд — 42 гв. СД, 217—232 СД, 218 — 74 Гв. СД. Совершил марш Литвиновка, Кривчунка,Высокое, Стадница для действий вместе с 50 СК на рубежах Яструбинцы, Подвысокое, Корытна, Новоселка, Балабановка, Гоноратка, Оратов, Рожичи, Юшковцы, Шуляки.
28 января полк размещен и поддерживает: 216 гмд — Хмелевка — 4-а Воздушно-десантная бригада, 217 гмд — Осична — 1-я Чехословацкая бригада, 218 гмд — Животовка — 164-я Танковая бригада.
3 февраля полк перемещается в район действий 27 Армии — Сагайдачное, Квитки, Тараща, Шандировка, Стеблев, Москалевка, Богуслав, Юхны, Владиславка. Из-за бездорожья практически весь пол застрял в Виноград.
5 февраля полк размещен: 216 гмд — Сухины, 217 гмд и Штаб — Моренцы, 218 — Селище.
9 февраля полк размещен: 216 гмд — Хировка, 217 гмд — Сидоровка, 218 — Николаевка, Штаб — Журжинцы.
29 февраля полк перемещен: 216 гмд — Дибровка, 217 гмд — Лысянка, 218 гмд и Штаб — Ганжаловка.
5 марта 1944 года, войска овладели Чижовкой, противник отступает в сторону Умани. Полк поддерживает 180 СД в районе Горный Тикич (Буки-Березовка). 6 марта полк переместился в район Ризино, затем в Маньковку
10 марта части Красной Армии освободили Умань, полк выдвинулся по бездорожью из Малой Севастьяновки в Янов (Иванов). Скорость 8-12 км\ч. Затем марш на Джулинку.
14 марта из всех дивизионов полка формируется сводный отряд на базе 217 гмд, командиром которого назначен Гвардии капитан Шерстенев Николай Иванович.
16 марта сводный отряд полка сосредоточен в Тростянец,
20-21 марта проведена беседа с личным составом о порядке поведения и обращения с населением и подготовки к переходу на территорию Бессарабии и Румынии.
22 марта сводный отряд размещен в Могилёв-Подольский.

#### Бои на территории Молдавии и Румынии.
25 марта переправа через Днестр и марш до Савка (Sauka), Молдова, далее в Братушаны.
30 марта совершен марш из Душмань до переправы через р. Прут в районе Стефанешты.
3 апреля 1944 сводный отряд размещен в Чуленешты и поддерживает 337 СД.
7 апреля размещены в районе Епурени
9 апреля совершен марш в Урсоая, Мовилени для поддержки 202 СД, затем отряд переведен в Роменешти.
14 апреля марш в район Чапленица, а затем в Редиу для поддержки 3-й Гвардейской воздушно-десантной дивизии.
19 апреля боевые действия в районе Блэджешти, Джурджешти,Руджиноаса, поддерживает 35 Гвардейский стрелковый корпус .
21 апреля ведет боевые действия в районе Кукутени.
28 апреля отряд ведет боевые действия в районе Чиржоя, Мэгура. Тылу полка поставлена задача переместиться из Маньковки (Украина) в Пробота (Молдова), расстояние по прямой около 330 км.
10 мая сводный отряд размещен Белчешти
На 14 мая тылы и 216, 218 гмд соединились с 217 гмд, обеспеченность полка: боевых установок — 23, из них на ходу — 7 шт., транспортных машин — 74, из них на ходу — 55 шт. (из них трофейные — 27 шт.).
29 мая полк размещен: 216 гмд и штаб — Ведений, 217 — Ходора, 218 — Хэрлэу.
2 июня полк перемещен в район Гропница, Фокури., поддерживает 202 и 206 СД 33 стрелкового корпуса.
20 июня полк сосредоточился на ст Фэлэшть (Молдова) для отправки в Москву на формирование. Производится сдача и обмен боевых и транспортных машин с 17 гмп и 80 гмп.
27 июня эшелоны стартовали в сторону Москвы, маршрут: Фэлэшть — Бельцы — Жмеринка — Винница — Казатин — Фастов — Киев — Нежин — Бахмач — Конотоп — Брянск — Сухиничи — Малоярославец — Калуга — Наро-Фоминск — Москва.

#### Переподготовка в Москве.
5 июля 1944 Первый эшелон прибыл в Москву на Горьковскую товарную станцию .
6 июля совершен марш в район Щемиловских лагерей Гвардейских минометных частей Красной армии (деревня Щемилово рядом со Старой Купавной Московской области), став одним из первых бойцов, которые прошли переподготовку в этом Учебном лагере Гвардейских минометных частей..
10 — 13 июля полк оборудует землянки и приводит в культурный вид место своего сосредоточения.
16 июля лучшим гвардейцам предоставлены увольнительные в г. Москва, был проведен концерт самодеятельности завода «ЗиС», в расположении 2 ГМП показывали фильм «Кутузов».
18 июля на завод № 3 сдано 12 транспортных машин ЗИС-6
7 августа получено 221 караьин, 14 противотанковых ружей, 24 бинокля, 1 буссоль. Сдано на заводы 38 транспортных машин и 24 боевые машины. Принято пополнение — 31 человек.
10 августа сдано на заводы 16 неисправных машин.
19 августа принято 8 боевых машин М-13 из ГМЧ СВГКА.
20 августа — выходной день, смотрели фильм «Свинарка и пастух» и посещали Тушинский аэродром.
В течение августа получено более 15 транспортных машин Ford G8T (Форд-6), из ГУВ ГМЧ получено 8 боевых машин М-13, 21 машина ГАЗ-АА, 12 транспортных машин ЗИС-5, Виллис — 1 машина.
Сентябрь-октябрь проводились занятия, получали технику, был организован досуг и просмотр кинофильмов.
Рядовой и сержантский состав направлялся на роботы в города Клин и Егорьевск.
27 октября начальником 5-го отдела ГАИ Московского округа был принят у водительского состава полка на получение прав «Шофер 3-го класса»
8 ноября получен приказ к отправке на фронт.

##### Состав программы переподготовки ГМП, пройденной в Щемиловских лагерях.
Строевая подготовка, арттренаж, графический метод получения топографических данных, понятие о баллистическом ветре и баллистической температуре, топографическая привязка, метеорология, рассеивание реактивных снарядов, тактическое применение ГМЧ, боеприпасы ГМЧ, автодело, целеуказание, виды карт, артиллерия, подготовка исходных данных, Германская разведка и шпионаж, перенос огня, определение на карте полей невидимости, целеуказание, организация разведки в ГМЧ, организация связи, М-13 в наступлении,

#### Боевые действия после переподготовки.
12 ноября эшелоны выдвинулись с ж\д станции Люблино в южном направлении.
18 ноября эшелоны прибыли на станцию Стрый пройдя по маршруту: Тула-Орел-Курск-Киев-Коростень-Тернополь-Львов-Стрый. Далее получена задача следовать в Солочин.Полк подчинен 4-му Украинскому фронту. в 16:00 полк пересек границу с Чехословакией в районе Убля и направился в Подградье (Podhradík).
21 ноября полк поддерживает 161 СД 107 СК 1-й Гвардейской Армии.
23 ноября полк поддерживает наступление в районах Башковце (Baškovce), Ясенов (Jasenov), Русковце (Ruskovce), Собранце (Sobrance). Расход ТС-13 — 103 шт, ТС-53 — 249 шт.
29 ноября полк поддерживает наступление 2-й Гвардейской воздушно-десантной дивизии в районе Земплин.
2 декабря полк перешел в подчинение 237 СД и получил задачу переправится на западный берег р. Бодрог. 1-й дивизион дал два залпа по позитиям западнее Шаторальяуйхей.
3 декабря 1-й и 2-й (216 и 217) дивизионы сосредоточены в Цейков, 3-й (218) — в Ястрабе.
4 декабря совершен марш в район Требишов.
9 декабря полк расположен в Плехотице
16 декабря полк расположен: Vel’aty, Михаляны, поддерживает 17-й Гвардейский стрелковый корпус.
20 декабря получен приказ сдать все снаряды 4 ГМП и 329 ГМП и утром 21 декабря сосредоточиться в Требишов.
21 декабря получено боевое распоряжение о выходе из подчинения 18 Армии и переподчинении 38-й Армии совершив марш в г. Кросно.

### 1945 год.
14 января полк вступает в боевые действия и поддерживает наступление в сторону Особнице, Лазы-Дембовецке, Горлице, Ясло.
18 января бои идут за г. Новы-Сонч.
19 января за овладении городами Ясло и Горлице приказом ВГК № 229 от 19.01.1945 года орден Богдана Хмельницкого.
20 января полк сосредоточен в Домброва, получен приказ на марш Менцина-Добра-Скшидльна.
21 января продолжен путь на Вадовице.
28 января взят Андрыхув, полк сосредоточен в Кобернице (17 км южнее Освенцима)
31 января полк подчинен 211 СД 67 СК, идет подготовка к штурму г.Бельско-Бяла.
3 февраля полк расположен в Бествина, части готовятся к окружению г.Бельско-Бяла.
12 февраля город был взят. Приказом ВГК № 275 от 12.02.1945 года — орден Александра Невского.
16 февраля дивизионы сосредоточены в районе Висла Малая, Штаб — Висла Вельке.
17 февраля бои в районе Павловице, Збыткув, Струмень, Голясовице.
20 февраля Бои в районе Яжомбковице, полк поддерживает 67 Стрелковый корпус.
23 февраля 1 и 3 дивизионы расположены в Зажече-Гор.
1 марта Полк подчинен 101 СК, расположен в районе Студзенка.
9 марта Полк в распоряжение Гвардейских минометных частей 28 Армии вошли 2 ОГГМД М-8 на «Виллисах» (отдельные гвардейские горно-вьючные минометные дивизионы, на вооружении которых была "Горная «Катюша»).
10 марта полк вошел в колонны 5 Гвардейского минометного корпуса.
12 марта бои в районе Пнювек, Подбито 4 танка.
14 марта намечается прорыв на участке 67 СК.
25 марта части овладели Сверкляны, ведут наступление на Маркловиц.
26 марта идет наступление на Радлин.
27 марта части овладели Радлин и Чижовице.
28 марта бои в районе Каркошка, Глиняк.
29 марта бои в районе Блющув,Сырин, Гожице, против 19 танковой дивизии Вермахта.
30 марта Части имеют задачу прорыва в районе Бутув и Ольза в реке Одер для создания плацдарма на западном берегу. Атака успеха не имела, противник вел сильный пулеметный огонь из кирпичного завода Белшница, артиллерийско-минометное сопротивление из Блющув и дальнобойной артиллерией отстреливался с западного берега Одера.
31 марта Части снова атаковали, противник отвечал огнем с курсирующего в районе Сырьня бронепоезда.
2 апреля Подразделения вышли к границе Германии в районе Букув и Камень.
3 апреля бои в районе Крейценорт (Кшизановице), Рошкау, Фишдергель.
5 апреля части овладели Фишдергель и Тунскирх.
6-13 апреля полк в составе группировки участвует в боях в районе Ратибор (Рацибуж) — Блющюв.
16 апреля Войсками РККА заняты Штепанковице и Болатице. Линия обороны немцев включала траншеи полного профиля, по которым курсировали самоходные орудия.
17 апреля корпус овладел Краварже, Коуты, в районе полк рассеял скопление около 30 бронетранспортеров у Забржег.
18 апреля велись бои за расширение плацдарма в районах Лошкув, Млин,Лгота и Млин Хабичев. Полк расположен в районе Болатице. Задача овладеть Забжег.
22 апреля пол вел боевые действия по районам Hrabyne и Budisovise.
25 апреля заняты позиции на северо-западе Забржег.
26 апреля ведутся боевые залпы по районам Velka Polom и Horni Lhota
2 мая полк расположен в Polanka nad Odrou ведет бои по району Studénka.
8 мая полк расположен в Spálov.
9 мая совершен марш из Spálov в Гостковице.
10 мая полк поддерживает 52 СК совершает марш из Гостковице в Kladky далее на Polička.
11 мая полк переместился и находится в Hlinsko.
13 мая совершен марш в Sobočice
14 мая полк находится в Zdechovice
6 июня подготовка к маршу по маршруту Пшелоуч — Пардубице — Хрудиш — Засчице — Силнице — Голежин для сосредоточения в Св. Катерин.
7 июня Полк получил задачу двигаться через Оломоуц и сосредоточится в Уйезд.
13 июля маршем полк пересек Государственную границу Советского союза.
15 июля полк расположен в Повитно (Украина).
16 июля проехали Львов, в районе Дубно очень много нападений бандеровцев, полк усилил охрану.
23 июля совершили марш на Потаповичи.
5 июля совершен марш на Овруч, где полк находился по сентябрь 1945 года.

### Список перемещений и боевых действий полка
| 1942 | МАРТ — ДЕКАБРЬ   | БОИ В КАЛИНИНСКОЙ (ТВЕРСКОЙ) ОБЛАСТИ НЕЛИДОВСКИЙ, ОЛЕНИНСКИЙ, БЕЛЬСКИЙ, ОСТАШКОВСКИЙ РАЙОНЫ            |
| 1943 | ЯНВАРЬ           | БОИ В ВОРОНЕЖСКОЙ ОБЛАСТИ ЛИСКИНСКИЙ, СЕМИЛУКСКИЙ, РЕПЬЕВСКИЙ, ОСТРОГОЖСКИЙ, НИЖНЕДЕВИЦКИЙ РАЙОНЫ      |
| 1943 | ФЕВРАЛЬ          | БОИ В БЕЛГОРОДСКОЙ ОБЛАСТИ СТ.ОСКОЛЬСКИЙ, ЧЕРНЯНСКИЙ, КОРОЧАНСКИЙ, ГРАЙВОРОНСКИЙ, ШЕБЕКИНСКИЙ РАЙОНЫ   |
| 1943 | МАРТ — АПРЕЛЬ    | БОИ В УКРАИНЕ, СУМСКАЯ И ХАРЬКОВКАЯ ОБЛАСТИ БОРОМЛЯ, ТРОСТЯНЕЦ, ХАРЬКОВ, БУДЫ, ЧУГУЕВ, ХОТОМЛЯ         |
| 1943 | МАЙ — ИЮЛЬ       | БОИ В БЕЛГОРОДСКОЙ ОБЛАСТИ КОРОЧАНСКИЙ, ЯКОВЛЕВСКИЙ, БЕЛГОРОДСКИЙ, ПРОХОРОВСКИЙ, РАКИТЯНСКИЙ РАЙОНЫ    |
| 1943 | АВГУСТ — ДЕКАБРЬ | БОИ В УКРАИНЕ, СУМСКАЯ, ПОЛТАВСКАЯ, ЧЕРНИГОВСКАЯ, КИЕВСКАЯ ОБЛАСТИ 6 ноября подразделение вошло в Киев |
| 1944 | ЯНВАРЬ — МАРТ    | БОИ В УКРАИНЕ КИЕВСКАЯ, ЧЕРКАССКАЯ, ВИННИЦКАЯ ОБЛАСТИ БОИ В МОЛДАВИИ, ГЛОДЯНСКИЙ РАЙОН                 |
| 1944 | АПРЕЛЬ — ИЮНЬ    | БОИ РУМЫНИИ, РАЙОН ЯССЫ                                                                                |
| 1944 | ДЕКАБРЬ          | БОИ В СЛОВАКИИ ПРЕШОВСКИЙ, КОШИЦКИЙ КРАЯ                                                               |
| 1945 | ЯНВАРЬ — АПРЕЛЬ  | БОИ В ПОЛЬШЕ, ПОДКАРПАТСКОЕ, МАЛОПОЛЬСКОЕ, СИЛЕЗСКОЕ ВОЕВОДСТВА                                        |
| 1945 | МАЙ              | БОИ В ЧЕХИИ МОРАВСКОСИЛЕЗСКИЙ КРАЙ (9 МАЯ 1945 ГОДА ПОЛК НАХОДИЛСЯ В СОСТАВЕ 38-й АРМИИ)               |

## Награды полка
| Награда, наименование, знак отличия | Основание вручения или присвоения                                                                       | Дата награждения     | За что получена |
| ----------------------------------- | --- | -------------------- | --- |
| Почетное звание «Гвардейский»       | Приказ командующего миномётными частями Ставки Главного Верховного Командования Красной Армии за № 0014 | 6 февраля 1942 года  | При формировании |
| Почетное звание «Киевский»          | Приказ Верховного Главнокомандующего № 42                                                               | 17 ноября 1943 года  | За овладение городом Киев |
| Орден Красного Знамени              | Указ Президиума Верховного Совета Союза ССР                                                             | 5 января 1944 года   | За освобождение города Белая Церковь |
| Орден Красного Знамени              | Указ Президиума Верховного Совета Союза ССР                                                             | 28 февраля 1944 года | За образцовое выполнение боевых заданий в боях по завершению и уничтожению окруженной группировки немецких захватчиков в районе г. Корсунь-Шевченковский и проявленые при этом доблесть и мужество. |
| Орден Александра Невского           | Указ Президиума Верховного Совета Союза ССР                                                             | 23 февраля 1945      | За овладение городом Бельско |
| Орден Богдана Хмельницкого          | Указ Президиума Верховного Совета Союза ССР                                                             | 4 июня 1945 года     | За овладении городами Ясло и Горлице |

## Командиры
- майор Задонский Степан Григорьевич (с 6.02.1942 по 5.1942, затем ком-р 842 ап 309 сд[8]), подполковник Крюков Дмитрий Алексеевич (с мая 1942 по апр. 1943, затем НШ арт. 5 ТК), майор / подполковник Петраковский Яков Тимофеевич[2][7] (с 29.03.1943 по 10.1944, до этого командир 5 гв.минп), врид майор Селиванов Николай Борисович (10.1944), подполковник Раев Евгений Ефимович[3][4] (с 10.1944), майор Моисеенко Николай Андреевич (в 12.1945);
- замком по с/ч: майор Салыгин Владимир Павлович (7.1943), майор Селиванов Н. Б. (с 1944, в 10—11.1944 — врид ком-ра полка, умер от ран 27.01.1945), майор Моисеенко Николай Андреевич (С 1.1945, в 12.1945 — ком-р полка);
- Начальники штаба: майор Хлопенко Алексей Ефимович (С 6.02.1942 до 12.1942, с 1.1943 — ком-р 316-й ГМП), майор Карпенко Кирилл Григорьевич (с 3.1943, с 10.1943 — замком 5 ГМП), майор Слетинский Семён Исаакович (с 10.1943, с 1945 — ком-р 91 ГМП), майор Селиванов Николай Борисович (с 12.1943, в 1944 — замком), капитан Шерстнев Николай Иванович (с 1944);
- военком бат. комиссар Холодилов Кирилл Федосеевич (с 6.02.1942, с 1943 — замполит 24 ГМБр);

Командиры дивизионов:
- 216 огмд / 1 — майор Салыгин Владимир Павлович (1942, затем замком по с/ч), майор Сафьяник Юрий Максимович (1943, в 1945 — ком-р 3-го д-на 96 ГМП), майор Зарицкий Александр Павлович (1945, в 1942 — нач.штаба д-на);
- 217 огмд / 2 (М-13) — майор Колмогоров Илья Николаевич (1942, с 10.1944 — ком-р 25 ГМП), капитан Шерстнев Николай Иванович (с 3.1943), капитан Другов Вячеслав Иванович (1945); нш д-на ст. л-т / капитан Левин Пётр Ермолаевич (1942, с 8.1942 — ком-р 514 гмд 9 ГМБр); военком ст.политрук Аладьев (1942); нач.штаба ст. л-т / капитан Калинин Гавриил Матвеевич (1942, в 1943 — ком-р 521 / 16 ГМБр);
- 218 огмд / 3 (М-8, с 1942 — М-13) — капитан Воблый Никифор Иванович (4.1942, затем ком-р 84 ГМП), капитан Цыганков Исай Еремеевич (1943, в 1945 — ком-р 1-го д-на 90 ГМП). майор Нагорный Андрей Степанович (с 1945, убит 9.02.1945); нач. штаба ст. л-т Гончаренко (4.1942), л-т Сазонов (7.1942);